# Rutger Hauer
Rutger Oelsen Hauer (Breukelen, 23 de janeiro de 1944 - Beetsterzwaag, 19 de julho de 2019) foi um ator, escritor e ambientalista neerlandês.
Começou a carreira de ator como o protagonista da série de TV neerlandesa Floris. Ficou conhecido com o filme de 1982, Blade Runner, dirigido por Ridley Scott.

## Biografia
Hauer nasceu em 1944, na cidade de Breukelen, província de Utrecht. Era filho de dois professores de teatro, Teunke e Arend Hauer, tendo uma irmã mais velha e duas mais novas. Em algum momento, a família mudou-se para Amsterdã e como os pais eram ocupados com aulas e apresentações, sua irmã mais velha fez muitas vezes o papel de babá dos irmãos. Hauer estudou na escola Waldorf e aos 15 anos começou a trabalhar no porto, esfregando o passadiço de barcos e navios. Também fazia bicos como eletricista e mecânico enquanto terminava o ensino médio à noite. Começou a ter aulas de teatro e atuação na Theaterschool de Amsterdã, precisando parar brevemente para servir como paramédico no Exército Real Holandês.

## Carreira
Hauer integrava uma trupe de atores amadores já havia 5 anos quando Paul Verhoeven o escalou para o papel do protagonista na série de televisão de 1969, Floris, um drama neerlandês medieval. O papel o lançou ao estrelato no país e reviveu seu papel na refilmagem alemã de 1975, Floris von Rosemund.
Um novo impulso em sua carreira veio em 1973, novamente por indicação de Verhoeven para Turkish Delight, filme indicado ao Oscar de melhor filme estrangeiro em 1974. Com o sucesso de bilheteria em seu país, sua carreira começou a tomar projeção internacional a partir deste filme. Dois anos depois, Hauer estrearia em um filme de língua inglesa, The Wilby Conspiracy, de 1975, que se passava na África do Sul durante o apartheid. Apesar as críticas favoráveis, Rutger era ignorado pela indústria de Hollywood e por isso seu nome ficou restrito ao cenário holandês por vários anos. Neste período, trabalhou em várias produções, como Katie Tippel (1975), 'Soldier of Orange (1977) com Verhoeven novamente, e Spetters (1980).
Sua estreia no cinema norte-americano aconteceu em 1981, junto de Sylvester Stallone, no filme Nighthawks, no papel de um terrorista chamado Wulfgar. No ano seguinte fez o seu papel mais famoso, o do androide (replicante)  Roy Batty, em busca de seu criador no filme cult de ficção científica Blade Runner. Hauer improvisou suas falas finais, que eternizaram o monólogo do personagem, lágrimas na chuva, como uma das falas mais icônicas do cinema.
| “ | Eu vi coisas que vocês não imaginariam. Naves de ataque em chamas ao largo de Órion. Eu vi raios-c brilharem na escuridão, próximo ao Portal de Tannhäuser. Todos esses momentos se perderão no tempo, como lágrimas na chuva. Hora de morrer. | ” |

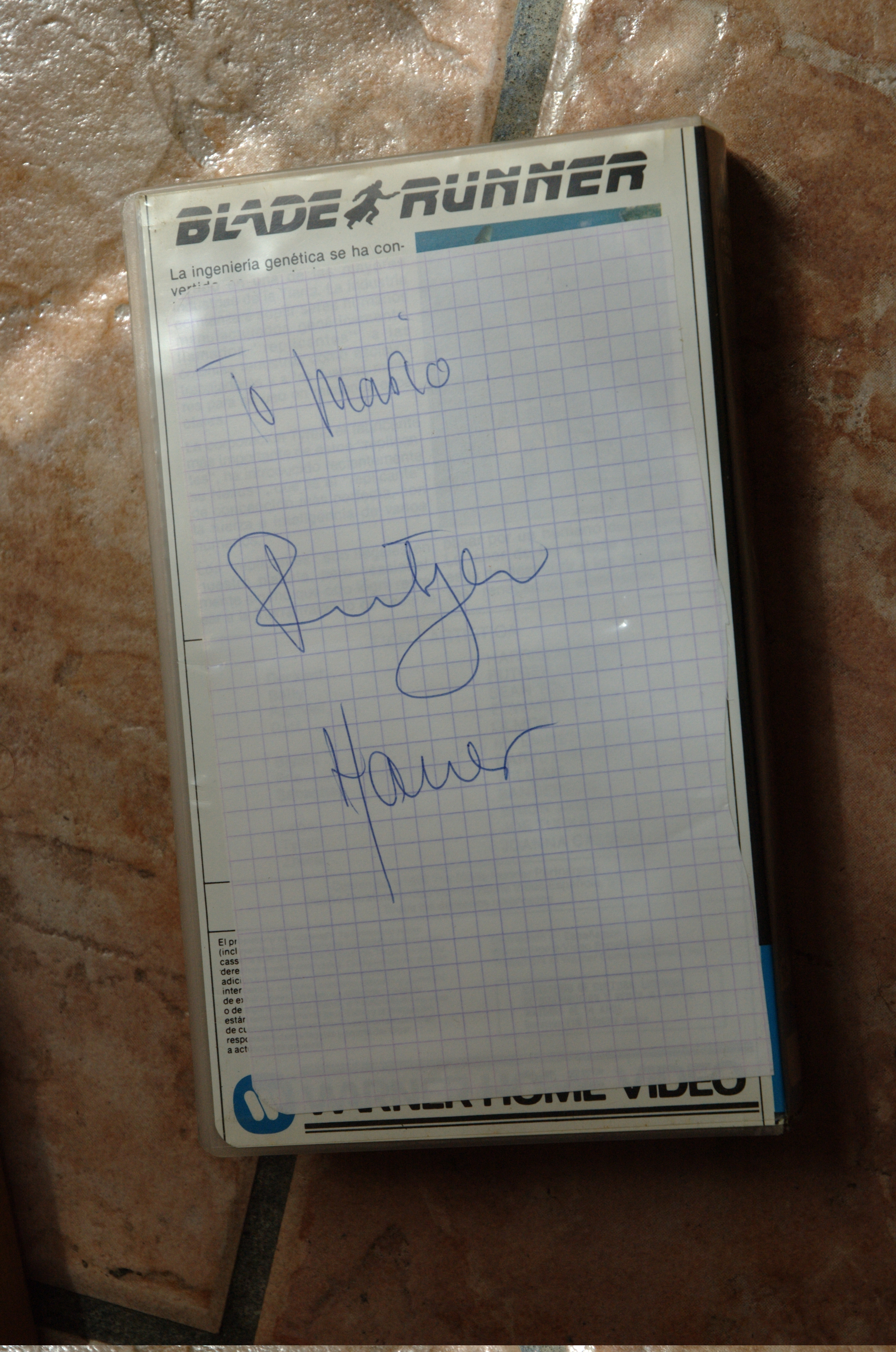
Autógrafo de Rutger Hauer.

Por sua atuação como Roy Batty, foi indicado ao Saturn Awards de melhor ator coadjuvante. O segundo papel mais conhecido foi como o capitão Navarre, na aventura medieval Ladyhawke (1985), ao lado de Michelle Pfeiffer e Matthew Broderick. No mesmo ano estreou Flesh & Blood, no papel de um mercenário. Em 1986, estreou em The Hitcher. Hauer chegou a ser escalado para o papel de RoboCop, mas o papel ficou com Peter Weller. No mesmo ano estreou em Wanted: Dead or Alive, descendente do personagem de Steve McQueen na série de televisão de mesmo nome. Deixando um pouco de lado os personagens violentos e psicóticos, ele estrelou em 1989 no filme franco-italiano La leggenda del santo bevitore e no mesmo ano trabalhou em Blind Fury (1989). Em 1990, Hauer voltou à ficção científica em The Blood of Heroes.

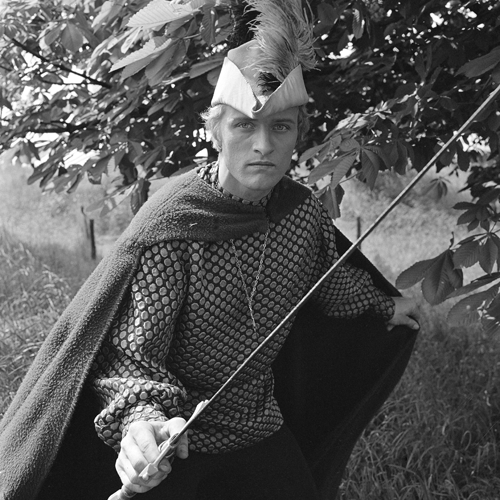
Rutger Hauer em Floris, 1969

Na década de 1990, Hauer ficou conhecido pelos comerciais bem-humorados da cerveja Guinness. Quanto ao cinema, ele fez vários filmes de baixo orçamento, ficando conhecido por seu papel no filme "Buffy the Vampire Slayer", de 1992. Trabalhou com Kylie Minogue no videoclipe de "On a Night Like This". Hauer também trabalhou em vários filmes britânicos e norte-americanos para a televisão, como Inside the Third Reich, Escape from Sobibor, pelo qual ele recebeu o Golden Globe de melhor ator coadjuvante em minissérie ou filme para televisão, e Amelia Earhart: The Final Flight'. Participou de várias séries de televisão como Merlin (1998), The 10th Kingdom, Smallville, Alias, e Salem's Lot. Em 1999, recebeu o prêmio holandês Rembrandt Award de Melhor Ator do Século. 
No filme de 2003, Confissões de uma Mente Perigosa, Hauer interpretou um assassino. No filme de 2005, interpretou o vilão em Sin City - A Cidade do Pecado e depois o executivo das empresas Wayne, em Batman Begins (2005). Interpretou o Conde Drácula, protagonista do filme de 2005 Dracula III: Legacy. Em 2009, apareceu no filme holandês Dazzle, tido como um dos mais relevantes filmes do ano no país. No mesmo ano, trabalhou com o diretor italiano Renzo Martinelli em Barbarossa. Em abril de 2010, foi escalado para trabalhar no filme Grindhouse.
Em 2011, ele interpretou o caçador de vampiros Van Helsing, no filme Dracula 3D, de Dario Argento. Na série de televisão The Last Kingdom, de 2015, ele interpretou Ravn.
Hauer também trabalhou na sexta temporada da série da HBO' True Blood, como o personagem Niall Brigantin. Em 2017, dublou o personagem Daniel Lazarski no videogame Observer, que se passa em uma Polônia pós-apocalíptica, criado pelo Bloober Team. Em 2019, dublou o personagem Master Xehanort em Kingdom Hearts III, no lugar de Leonard Nimoy.

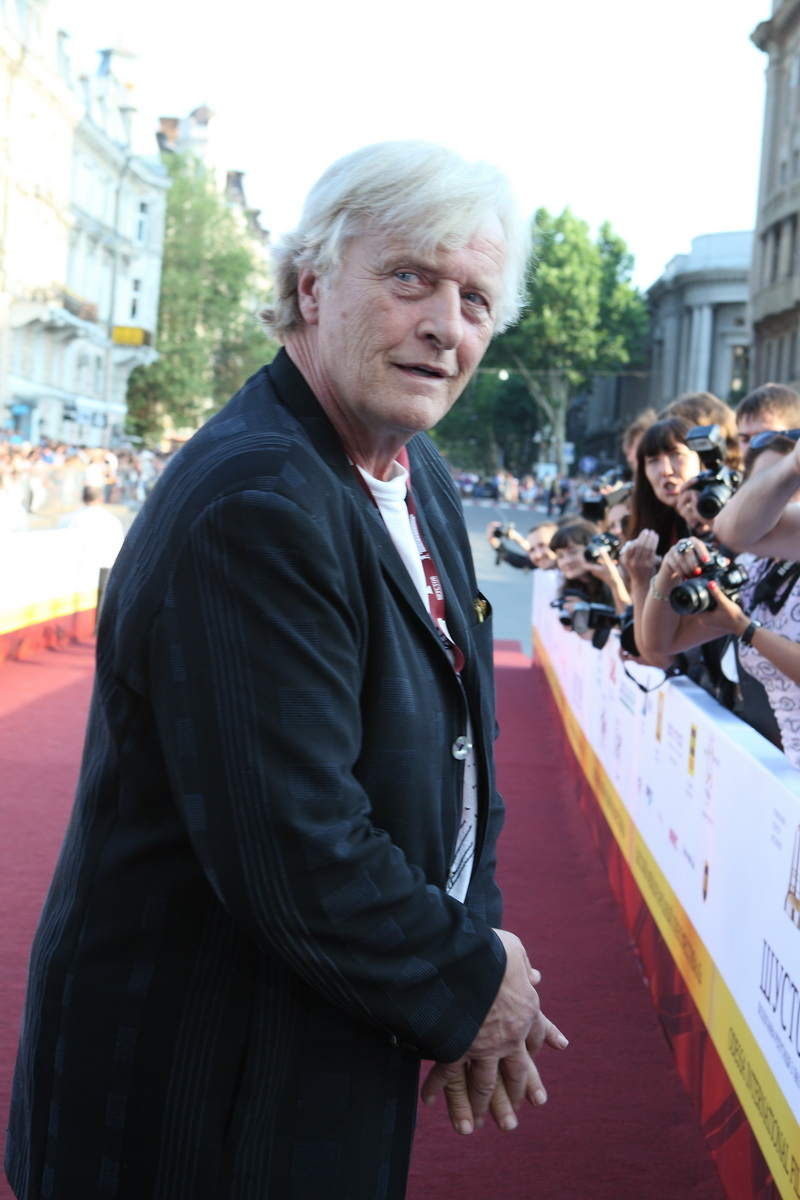
No Odessa International Film Festival (16 de Julho de 2010).

## Vida pessoal
Rutger Hauer era ambientalista, sendo um dos patrocinadores do Greenpeace e criador da ONG Rutger Hauer Starfish Association, dedicada a esclarecer dúvidas e quebrar tabus sobre a SIDA. Era um dos integrantes do conselho do Sea Shepherd Conservation Society.
Em 2013 foi nomeado Cavaleiro da Ordem do Leão Neerlandês por serviços prestados à dramaturgia.
Hauer foi casado duas vezes. Com sua primeira mulher, Heidi Merz, teve sua única filha, a atriz Ayesha Hauer (n. 1966), que deu à luz ao neto de Hauer, em 1987.
Desde 1968, ele vivia com a sua segunda mulher, Ineke ten Cate, com quem se casou, numa cerimônia privada, a 22 de novembro de 1985. Ineke é filha de Laurens ten Cate, editor-chefe do jornal Leeuwarder Courant, sediado na Frísia. Embora nascido em Utrecht, Hauer tinha fortes ligações com a Frísia.  Certa vez, numa entrevista ao Algemeen Dagblad, ele afirmou que "precisava sentir o barro frísio sob os pés".

## Morte
Rutger Hauer morreu em consequência de um câncer de pâncreas, a 19 de julho de 2019, em sua residência, no vilarejo de Beetsterzwaag, município de Opsterland, no leste da Frísia, aos 75 anos.
 Sua morte só foi divulgada cinco dias depois.

## Filmografia selecionada
Filmes de maior destaque:
- 1973 - Turkish Delight (holandês: Turks Fruit)
- 1975 - The Wilby Conspiracy
- 1977 - Soldaat van Oranje (br: Soldado de Laranja)
- 1980 - Spetters
- 1981 - Nighthawks (br: Falcões da Noite)
- 1982 - Blade Runner (br: Blade Runner, o caçador de andróides)
- 1983 - The Osterman Weekend (br: O Casal Osterman")
- 1985 - Ladyhawke (br: Ladyhawke, O Feitiço de Áquila")
- 1985 - Flesh+Blood (br: Conquista sangrenta)
- 1986 - The Hitcher (br: A Morte Pede Carona)
- 1987 - Wanted: Dead or Alive (br: Procurado vivo ou morto) e também Scape of Sobibor (br: Fuga de Sobibor)
- 1988 - The Legend of the Holy Drinker
- 1989 - In una notte di chiaro di luna (en: On a Moonlit Night)
- 1989 - Blind Fury (br: Fúria Cega)
- 1990 - Salute of the Jugger
- 1991 - Wedlock (br: Aliança Mortal, com Mimi Rogers)
- 1992 - Split Second (br: O Destruidor)
- 1992 - Buffy the Vampire Slayer
- 1994 - Surviving the Game
- 1994 - Fatherland (br: A Nação do Medo)
- 1996 - Crossworlds
- 1996 - Precious Find
- 1996 - Omega Doom
- 1997 - Deathline (Redline ou Linha Vermelha)
- 1997 - Bleeders
- 2001 - Flying Virus
- 2002 - Confessions of a Dangerous Mind (br / pt: Confissões de uma mente perigosa)
- 2004 - Salem's Lot (br: A Mansão Marsten)
- 2005 - Sin City
- 2005 - Batman Begins
- 2007 - Goal II: Living the Dream (br: Gol 2: Vivendo o Sonho)
- 2009 - Oogverblindend (Dazzle) (Cyrus Frisch)
- 2011 - The Mill and the Cross (br: O Moinho e a Cruz)
- 2011 - The Rite (br / pt: O Ritual)
- 2012 - Dracula 3D
- 2013 - RPG
- 2017 - 24 Hours to Live
- 2017 - Valerian and the City of a Thousand Planets (br: Valerian e a Cidade dos Mil Planetas)